# Parafia Ewangelicko-Metodystyczna w Ząbkowicach Śląskich
Parafia Ewangelicko-Metodystyczna w Ząbkowicach Śląskich – zbór metodystyczny działający w Ząbkowicach Śląskich, stanowiący filię Parafii Ewangelicko-Metodystycznej w Ścinawce Średniej. Należy do okręgu południowego Kościoła Ewangelicko-Metodystycznego w RP.
W filiale nabożeństwa odbywają się według ogłoszeń. Prowadzone są w kaplicy w budynku dawnej szkoły przy ul. Marii Skłodowskiej-Curie 1.